# Hoca Ali Rıza
Hoca Ali Rıza (n. 1858, Üsküdar⁠(d), Imperiul Otoman, Turcia – d. 20 martie 1930, Üsküdar⁠(d), İstanbul, Turcia) a fost un pictor și educator de artă turc, cel mai bine cunoscut pentru peisajele sale impresioniste și peisajele orașului.

## Viață
Tatăl lui Rıza era maior de cavalerie. După educația școlară, a urmat cursurile Kuleli Askerî Lisesi și apoi Academia Militară Otomană, unde a studiat artă cu Osman Nuri și Suleyman Seyyid. În 1881 a primit un premiu de la sultanul Abdul-Hamid al II-lea pentru realizarile sale la clasa de pictura. Deoarece studenților nu li s-a permis să practice modelul de viață, ilustrația peisajului a fost deosebit de populară. În 1884 și-a terminat pregătirea ca locotenent și a devenit asistentul lui Nuri. Rıza a vrut de fapt să-și continue studiile la Napoli, dar a trebuit să renunțe la planurile sale, deoarece a izbucnit o epidemie de holeră în sudul Italiei.

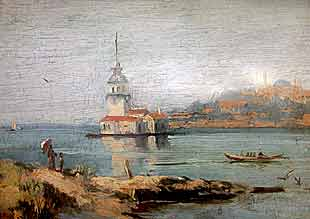
Turnul Fecioarei (1894)

În 1891 Rıza a devenit membru al unei comisii pentru evaluarea artefactelor turco-islamice din prima capitală otomană. Patru ani mai târziu a fost promovat la Kolağası (maior) și a devenit designer în noua fabrică imperială de porțelan. De asemenea, a lucrat cu Fausto Zonaro, care a lucrat ca profesor de artă la Palatul Yıldız.
În timpul războiului greco-turc, artistul a lucrat ca pictor de luptă în Ionia. În 1903 a fost membru al unei comisii pentru înființarea muzeului de antichități „Türk Esliha-i Antika Müzesi”. Șase ani mai târziu a devenit pictorul șef în tipografia militară, unde a lucrat timp de doi ani. Din 1909 până în 1912 a fost și președinte al „Asociației Pictorilor Otomani”. În 1911 s-a retras ca Yarbay (locotenent colonel).

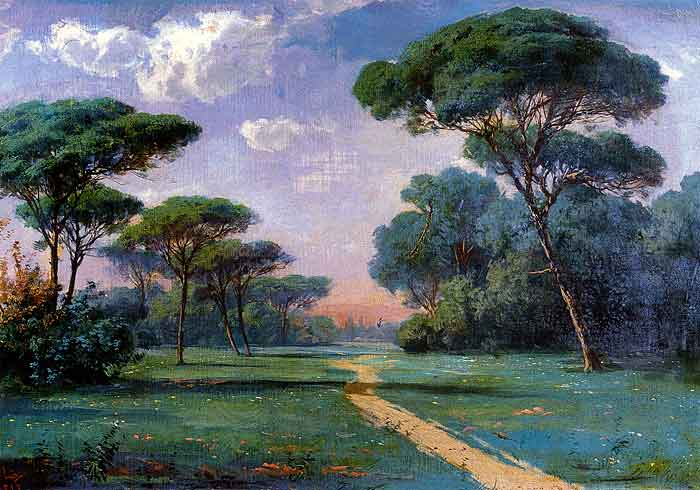
Peisaj (1898)

Din 1914 a predat la Academia de Arte Frumoase (astăzi Mimar Sinan Üniversitesi). După economii de la Ministerul Educației, a mers la o școală secundară de fete din districtul Çamlıca din Istanbul ca profesor de pictură timp de trei ani. Apoi a predat la o școală de artă pentru fete din Üsküdar și din 1929 la Școala Sultan Ahmed pentru băieți.
Ultima sa expoziție din timpul vieții a fost organizată de pictorul și deputatul Celal Esat Arseven la Paris în 1928. Opera lui Rıza a rămas importantă în tânăra Republică Turcia și a fost prezentată în numeroase expoziții. În 1933, și-a arătat Halkevi in Ankara lucrările în prima expoziție a organizației. Au urmat alte 16 expoziții personale, care i-au consolidat reputația de important peisagist din Turcia.